# Indefatigable (1784)

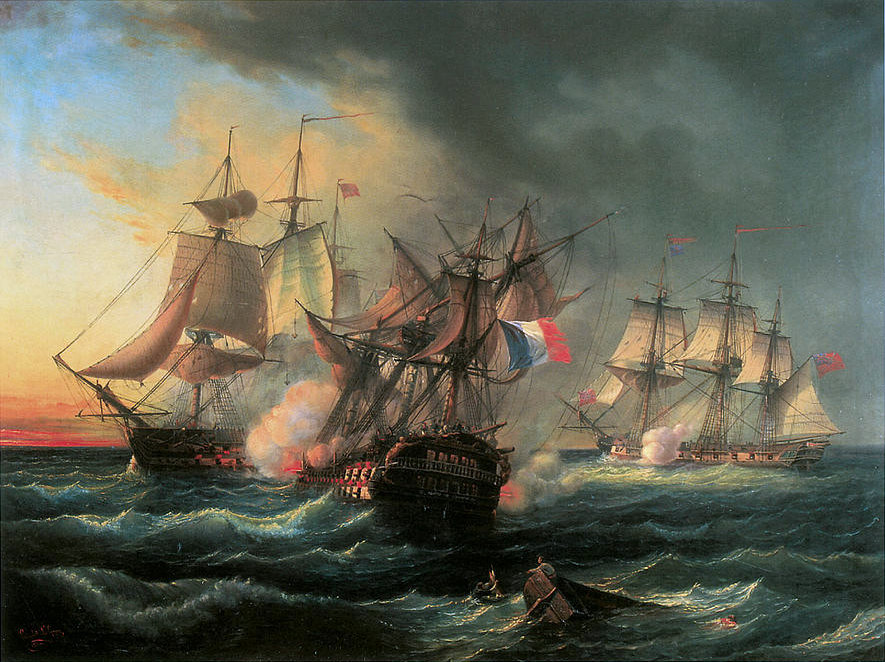
Indefatigable (vänster) i strid.

Indefatigable var ett tredjeklassens linjeskepp inom Brittiska flottan som byggdes på ett skeppsvarv i England och sjösattes 1784. Indefatigable var bestyckad med 64 kanoner, men byggdes om till en 44 kanoners fregatt 1795 och seglade under kapten Edward Pellews befäl. Hon höggs upp 1816 efter Napoleonkrigen.